# Barbus balcanicus
Il barbo balcanico o barbo del Danubio (Barbus balcanicus Kotlík, Tsigenopoulos, Ráb & Berrebi, 2002) è un pesce osseo d'acqua dolce appartenente alla famiglia Cyprinidae.

## Distribuzione e Habitat
Il barbo balcanico è distribuito nella penisola balcanica e lungo il medio corso del Danubio, a partire dai bacini della Sava e dell'Isonzo a ovest, e attraversando la Croazia, la Bosnia, la Serbia e la Macedonia del Nord fino a raggiungere la Bulgaria e la Romania a Est. La specie popola anche i bacini fluviali dell'Egeo settentrionale come il Gallikos, il Vardar, il Loudias e l'Aliacmone in Grecia. In Italia la specie è presente unicamente nel bacino dell'Isonzo, dove popola gli affluenti secondari che mantengono ancora un'elevata naturalità.
L'habitat del barbo balcanico è caratterizzato da acque correnti, limpide e ben ossigenate della zona dei ciprinidi a deposizione litofila con fondi ghiaiosi o ciottolosi, ma si può ritrovare anche più in alto, nella zona dei salmonidi o in ambienti di risorgiva. La specie è sensibile all'inquinamento e alle alterazioni ambientali, similmente al congenere Barbus caninus, con il quale veniva precedentemente confuso.